# Phyllis Frelich
Phyllis Frelich (29 de febrero de 1944 - 10 de abril de 2014) fue una actriz estadounidense sorda. Frelich nació en Devils Lake, Dakota del Norte de padres sordos y es la mayor de 9 niños (todos los cuales también son sordos). Ella estudió en la escuela de Dakota del Norte para Sordos, donde se graduó en 1962, y luego fue a estudiar en Gallaudet College (ahora conocida como la Universidad Gallaudet), una escuela para sordos y personas con problemas de audición.

## Carrera
Frelich originó el papel de liderazgo de la mujer en la producción de Broadway de Children of a Lesser God, por la que ganó en 1980 el Premio Tony a la mejor actriz. Marlee Matlin interpretó el papel de Frelich en la versión cinematográfica, y ganó el Premio de la Academia a la Mejor Actriz. Frelich también fue nominada para un Premio Emmy por su actuación en la película para televisión de 1985, Love Is Never Silent. Ella también apareció en muchos episodios de Santa Bárbara como la hermana Sarah.

## Vida personal
Ella estaba casada con Robert Steinberg durante muchos años, y tuvieron dos hijos (ambos de los cuales pueden oír y dominan la lengua de signos americana).

## Muerte
Frelich murió el 10 de abril de 2014, después de una parálisis supranuclear progresiva, una rara enfermedad neurológica degenerativa para la que no hay tratamientos. La noticia de su muerte se informó en la página de Deaf West Theater Facebook.

## Filmografía
| Año  | Filme/Programa de TV                                   |
| ---- | ------------------------------------------------------ |
| 1981 | Barney Miller: Stormy Weather                          |
| 1983 | More Than Friends                                      |
| 1985 | Love is Never Silent                                   |
| 1988 | Santa Barbara                                          |
| 1989 | Bridge to Silence                                      |
| 1991 | Hunter: Cries of Silence                               |
| 1997 | Santa Fe                                               |
| 1998 | ER: Stuck on You                                       |
| 1999 | ER: Nobody Doesn't Like Amanda Lee                     |
| 2002 | Children on Their Birthdays                            |
| 2008 | Sweet Nothing in My Ear                                |
| 2011 | CSI: Crime Scene Investigation: The Two Mrs. Grissom's |